# Adam Miler
Adam Miler (ur. 11 września 1922 w Nowym Mieście, zm. 29 października 2019) – polski polityk.

## Życiorys

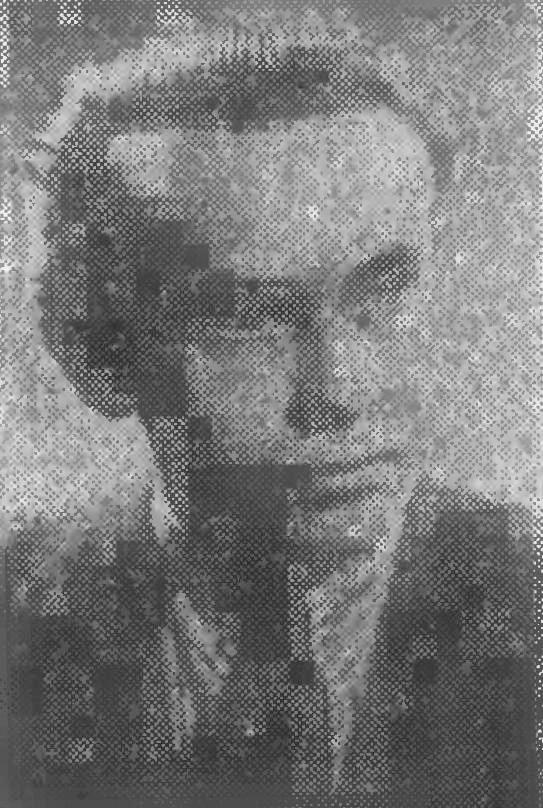
Adam Miler na zdjęciu wykonanym w 1943 w Budapeszcie

Adam Miler urodził się 11 września 1922 w Nowym Mieście jako syn Bronisława i Anieli. Był wnukiem szewców: jednego – Marcelego oraz drugiego – Filipa, przybyłego do powyższego miasta z obszaru austriackiego, żonatego z Zofią Ekiert. Profesję tę przejął także jego ojciec, będący radnym i burmistrzem rodzinnego miasta. 
Ukończył naukę w szkole powszechnej po czym podjął kształcenie w Szkole Kupieckiej w Przemyślu. Przed 1939 przeszedł przeszkolenie wojskowe w organizacji „Strzelec”. W obliczu zagrożenia wybuchem konfliktu zbrojnego w sierpniu 1939 został zmobilizowany do Wojska Polskiego. Otrzymał polecenie służby przy torach kolejowych w okolicy Przemyśla. Po wybuchu II wojny światowej podczas walk obronnych służył do 10 września, gdy Niemcy wkroczyli na tamtejsze tereny. Następnie został zaangażowany do konwojowania archiwum i zmierzał w stronę Halicza. Po agresji ZSRR na Polskę z 17 września 1939 wraz z konwojem był w rejonie bombardowania oraz brał udział w potyczce z Ukraińcami. Po przekroczeniu granicy na Przełęczy Wyszkowskiej wraz z innymi żołnierzami został rozbrojony i internowany na obszarze Węgier. Następnie przebywał krótkotrwale w koszarach w Chust, po czym został przewieziony do obozu dla internowanych wojskowych w Nagykanizsa. W obozie skupiającym około 5000 polskich wojskowych służył jako ordynans kpt. Stanisława Skoczyka i Kazimierza Żulińskiego (wnuk Romana). W czasie internowania przekazał przybyłemu kurierowi Julianowi Rudakowi listę Polaków w wieku szkolnych.
W obozie dla wojskowych przebywał do marca 1940, po czym w grupie młodocianych został przeniesiony do obozu dla cywilów, stamtąd został skierowany przez dowódcę obozu w czerwcu 1940 do Somogyszentimre, a we wrześniu 1940 do polskiej szkoły w Zamárdi nad Balatonem. Tam zdał maturę w 1942. Pod koniec tego roku podjął studia na Wydziale Mechanicznym (wzgl. Maszynowym) Politechniki w Budapeszcie. Studiował tam przez dwa lata. W tym okresie został zaprzysiężony do Armii Krajowej w strukturze Podokręgu Południe Budapeszt w ramach bazy „Romek” i przyjął pseudonim „W”. Był członkiem tajnej Szkoły Podchorążych AK, wykonywał zadania w zakresie obserwacji i infiltracji Niemców oraz członków organizacji strzałokrzyżowców. Po wkroczenia Niemców do Budapesztu i wobec zagrożenia aresztowaniem w marcu 1944 porzucił studia i wyjechał pociągiem do Balatonboglár. Obawiając się nadal zatrzymania, następnie ukrywał się w pobliskiej wsi do grudnia 1944 czyli do czasu nadejścia wojsk sowieckich. Po zgłoszeniu się do Komitetu Repatriacyjnego został skierowany do obozu przejściowego, po czym mógł powrócić do Polski.  
Przebywał w Krakowie, a w 1945 zamieszkał w Zagórzu, gdzie już przebywała jego matka. Początkowo był uznawany przez władze Polski Ludowej za reakcjonistę. Potem został członkiem PPS i wykonywał płatne obowiązki protokolanta partyjnego. Później podjął stałą pracę na stanowisku księgowego w Urzędzie Gminy Szczawne z siedzibą w Zagórzu. Był zatrudniony w zarządzie gminnym w Zagórzu i w Wydziale Powiatowym w Sanoku, gdzie był rachmistrzem. 19 lipca 1951 został mianowany na funkcję sekretarza Prezydium Miejskiej Rady Narodowej w Sanoku. Następnie, po zdymisjonowaniu Józefa Dąbrowskiego, 31 stycznia 1952 został wybrany jego następcą na stanowisku przewodniczącego Prezydium MRN w Sanoku. Funkcję pełnił do czasu swojej rezygnacji w grudniu 1954. Równolegle, od 1952 pełnił funkcję przewodniczącego nowo utworzonego przy MRN Kolegium Karno-Orzekającego, a od 13 kwietnia 1954 zastępcy przewodniczącego. Według  Władysława Stachowicza posadę przewodniczącego Prezydium MRN w Sanoku piastował prawdopodobnie do lipca lub sierpnia 1954, a wkrótce potem (wrzesień 1954) był już dyrektorem Miejskiego Przedsiębiorstwa Remontowo-Budowlanego. Po wyborach z grudnia 1954 został drugim zastępcą przewodniczącego KKO. W wyborach w 1958 uzyskał mandat radnego MRN w Sanoku, wszedł w skład Prezydium MRN oraz został sekretarzem Komisji Budownictwa i Gospodarki Komunalnej. Według stanu z 1958 był członkiem Zarządu Społecznego Powiatowego Domu Kultury w Sanoku. W latach 70. był rencistą z Wojewódzkiego Zarządu Inwestycji Rolniczych (WZIR).

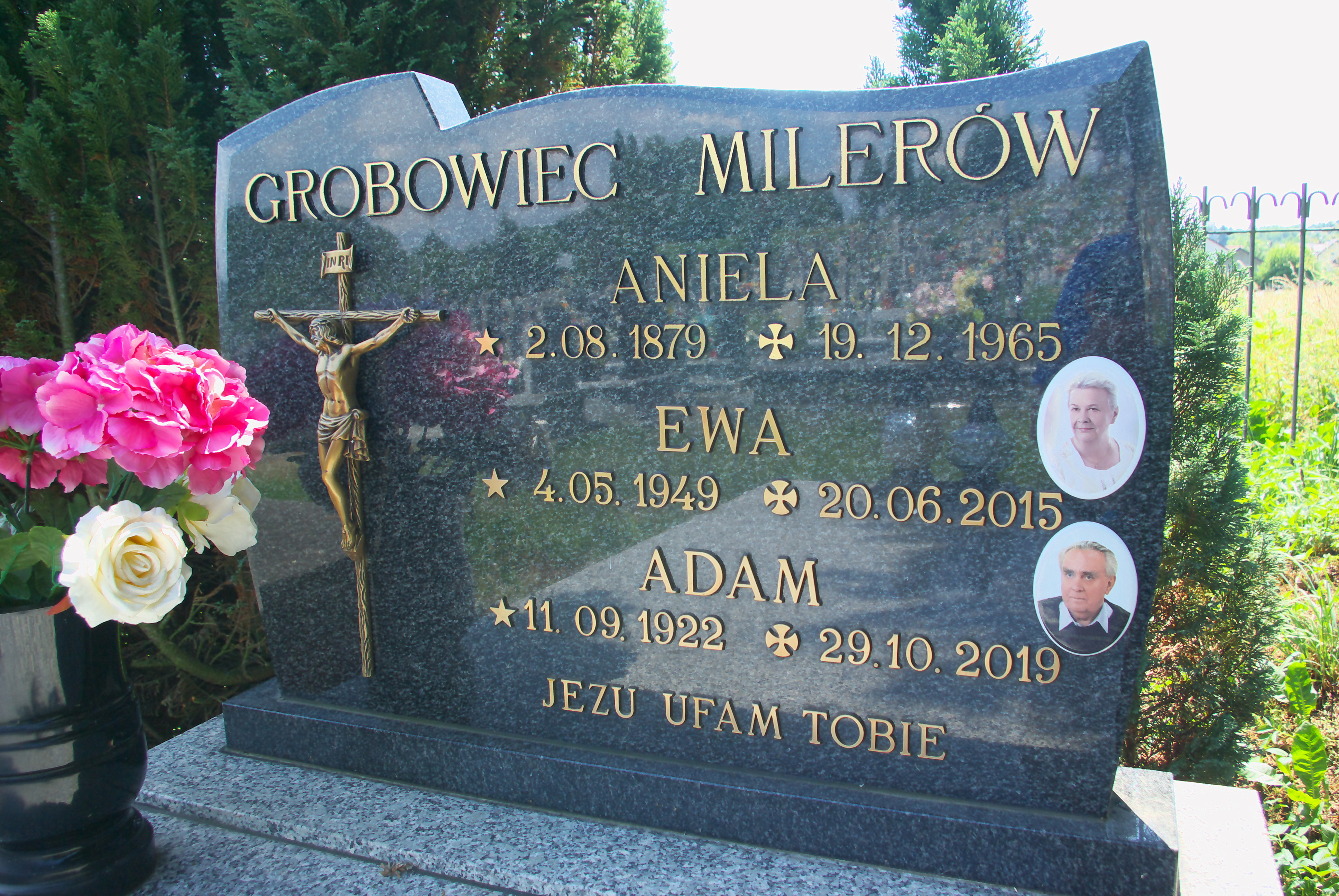
Nagrobek rodzinny Adama Millera

Na początku lat 90. usiłował udokumentować swoją działalność w AK podczas wojny, a w uwiarygodnieniu tego wsparł go wspomniany wyżej Julian Rudak. Został członkiem Światowego Związku Żołnierzy Armii Krajowej.
Zmarł 29 października 2019, a 4 listopada 2019 urna z jego prochami została pochowana na Nowym Cmentarzu w Zagórzu.

## Odznaczenia
- Krzyż Kawalerski Orderu Odrodzenia Polski (1984)[14]
- Odznaka „Zasłużony dla Sanoka” (1978)[13]
- „Jubileuszowy Adres” (1984)[15]